# Abdalaati Iguider
Abdalaati Iguider, född den 25 mars 1987 i Errachidia, är en marockansk friidrottare som tävlar i medeldistanslöpning.
Iguiders genombrott kom när han vann guld vid junior-VM 2004 på 1 500 meter. Han blev silvermedaljör på samma distans vid junior-VM 2006. Han deltog även vid VM 2007 i Osaka där han emellertid blev utslagen i försöken.
Vid Olympiska sommarspelen 2008 blev han sexa på 1 500 meter på tiden 3:34,66. Den första internationella medaljen kom vid inomhus-VM 2010 då han vann silvret på 1 500 meter.
Vid Olympiska sommarspelen 2012 blev han trea på 1 500 meter på tiden 3:35.13.

## Personliga rekord
- 1 500 meter - 3.31,88